# Sceloporus magister
Espèce
Synonymes
- Sceloporus montserratensis Van Denburgh & Slevin, 1921

Statut de conservation UICN

 LC  : Préoccupation mineure
Sceloporus magister est une espèce de sauriens de la famille des Phrynosomatidae.

## Répartition
Cette espèce se rencontre :
- aux États-Unis dans l'Arizona, dans l'ouest du Texas, dans le Nouveau-Mexique, dans le sud de l'Utah, dans le Nevada et dans le sud-est de la Californie ;
- au Mexique dans le Sonora, dans le Chihuahua, dans le nord du Durango, dans le Coahuila, en Basse-Californie et en Basse-Californie du Sud.

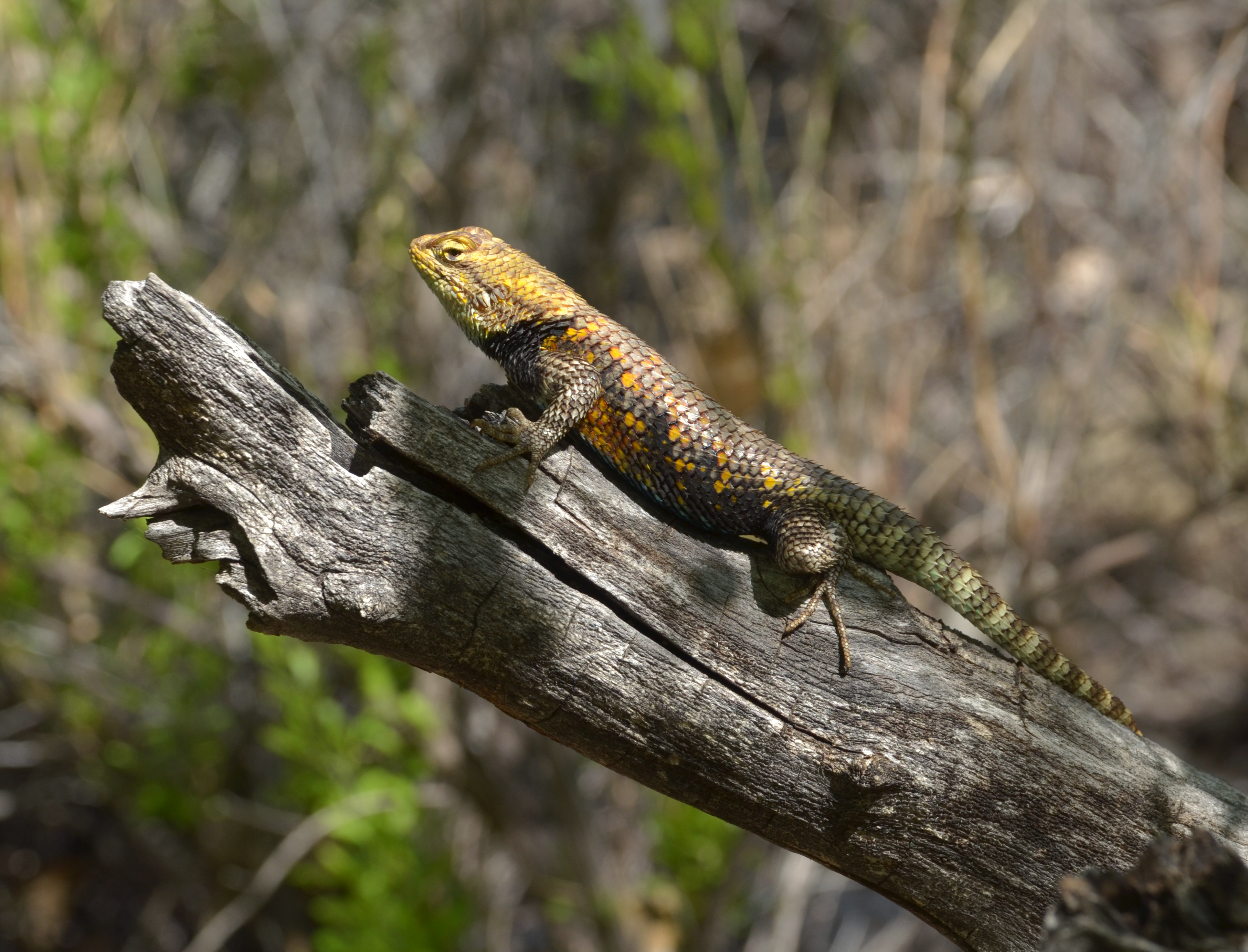

## Liste des sous-espèces
Selon The Reptile Database (13 avril 2013) :
- Sceloporus magister cephaloflavus Tanner, 1955
- Sceloporus magister magister Hallowell, 1854
- Sceloporus magister montserratensis Van Denburgh & Slevin, 1921
- Sceloporus magister transversus Phelan & Brattstrom, 1955

## Taxinomie
La sous-espèce Sceloporus magister uniformis a été élevée au rang d'espèce.

## Publications originales
- Hallowell, 1854 : Description of new reptiles from California. Proceedings of the Academy of Natural Sciences of Philadelphia, vol. 7, p. 91-97 (texte intégral).
- Phelan & Brattstrom, 1955 : Geographic variation in Sceloporus magister. Herpetologica, vol. 11, no 1, p. 1-14.
- Tanner, 1955 : A new Sceloporus magister from eastern Utah. Great Basin naturalist, vol. 15, p. 32-34 (texte intégral).
- Van Denburgh & Slevin, 1921 : Preliminary diagnoses of more new species of reptiles from islands in the gulf of California, Mexico. Proceedings of the California Academy of Sciences, ser. 4, vol. 11, no 17, p. 395-398 (texte intégral).